# Norsfiskar
Norsfiskarna (Osmeridae) är en familj benfiskar bestående av 15 arter indelade i sju släkten. De flesta arterna är runt 20 centimeter långa, men upp till 40 centimeter förekommer.
De flesta arterna lever i kustvattnen i haven på norra halvklotet, där även flera arter bildar sötvattenbestånd. De genomför långa vandringar för att leka, antingen längs kusten eller uppströms i floder. Efter leken inträffar ofta en omfattande fiskdöd. Under vandringstiden låter sig dessa åtråvärda matfiskar lätt fångas.

## Släkten och arter
- Allosmerus
  - Allosmerus elongatus
- Hypomesus
- Hypomesus chishimaensis
- Hypomesus japonicus
- Hypomesus nipponensis
- Hypomesus olidus
- Hypomesus pretiosus
- Hypomesus transpacificus
- Mallotus
  - Lodda Mallotus villosus
- Osmerus
  - Nors Osmerus eperlanus
  - Osmerus mordax
    - Arktisk nors Osmerus mordax dentex
    - Osmerus mordax mordax

  - Pygménors Osmerus spectrum
- Plecoglossus
  - Plecoglossus altivelis
- Spirinchus
  - Spirinchus lanceolatus
  - Spirinchus starksi
  - Spirinchus thaleichthys
- Thaleichthys
  - Eulachonen Thaleichthys pacificus